# Jack Grunsky
Jack Grunsky (* 1. Juli 1945 in Graz) ist ein kanadisch-österreichischer Musiker, Sänger und Songwriter.

## Leben und Werk
Grunsky wurde 1945 in Österreich geboren und lebte ab 1951 in Kanada, bevor er für mehrere Jahre nach Österreich zurückkehrte. An der High School in Toronto begann seine musikalische Karriere, wo er in einer Band Schlagzeug und in einem Folk-Trio Gitarre spielte. Nach seinem Schulabschluss kehrte er 1966 in seine Heimat zurück, wo er seine Musiker-Laufbahn fortsetzte.
Gemeinsam mit seiner Band „Jack's Angels“ unterschrieb er einen Plattenvertrag bei Amadeo. Die restlichen Bandmitglieder kamen ursprünglich aus Linz, studierten aber in Wien. Die Band probte die oft auch selbst komponierten Songs mit meist dreistimmigem Gesang in einer Kellerbude im Wiener Außenbezirk Mauer/Hietzing, wo Grunsky auch wohnte. In den zwei Jahren ihres Bestehens veröffentlichten sie vier Alben und einige Single-Auskoppelungen, einige „Jack's Angels“-Songs waren auch in den European Pop Charts. 1968 trennte sich die Band, die damals durchaus in einem Atemzug mit Peter, Paul & Mary genannt wurde. Danach spielte Grunsky noch drei Soloplatten und einige Singles für Amadeo ein und arbeitete teilweise mit Alexis Korner in London zusammen. Im Jahr 1970 komponierte er die Musik für die Komödie Männer sind zum Lieben da von Regisseur Eckhart Schmidt.
In Österreich gilt Grunsky als einer der Geburtshelfer und Wegbereiter des Austropop. So komponierte er den von André Heller interpretierten Titel Catherine, der zu einem der ersten Hitparaden-Erfolge von Heller wurde. In den frühen 1970er Jahren moderierte er auf Ö3 eine Sendereihe mit dem Titel „Folk mit Jack“. Außerdem trat er als Headliner beim steirischen Musikfestival Popendorf 71 auf.
Jack Grunsky verließ 1974 erneut Österreich in Richtung Kanada und machte sich in den folgenden Jahrzehnten einen Namen als Schöpfer von anspruchsvoller Kindermusik.

## Auszeichnungen
- Zweimaliger Preisträger Juno Award